# جانبداری (فیلم)
جانبداری (انگلیسی: Taking Sides) یک فیلم زندگی‌نامه‌ای به کارگردانی ایشتوان سابو است که در سال ۲۰۰۱ منتشر شد.
داستان فیلم در دوران تفتیش و تجسس برای نازی‌زدایی در آلمان تحت اشغال متفقین پس از پایان جنگ جهانی دوم اتفاق می‌افتد و بر پایهٔ بازجویی‌های یک بازپرس ارتش آمریکا به نام «سرگرد استیو آرنولد» (با بازی هاروی کایتل) از یک موسیقی‌دان و رهبر ارکستر آلمانی به نام ویلهلم فورت‌ونگلر (با بازی استلان اسکاشگورد) است که متهم به همکاری با نیروهای آلمان نازی بود.
ویلهلم فورت‌ونگلر علی‌رغم تلاش سرگرد آرنولد بعدها تبرئه شد. برخی از هنرمندان موسیقی آن دوران شهادت دادند که ویلهلم حاضر نشده بود در مقابل هیتلر سلام نظامی نازی بدهد. یک فیلم مستند به‌جامانده از آن دوران نیز نشان می‌دهد که وی در پایان یک کنسرت و بلافاصله پس از دست دادن با یوزف گوبلس که وزیر پروپاگاندای رایش بود، دستانش را با این تفکر که با یک نازی تماس داشته، به‌طور پنهانی با یک دستمال پاک می‌کند.

## بازیگران
- هاروی کایتل در نقش سرگرد استیو آرنولد
- استلان اسکاشگورد در نقش ویلهلم فورت‌ونگلر
- موریتس بلایبتروی
- بیرگیت مینیشمایر
- اولریش توکور
- اولگ تاباکف
- هانس تسیشلر
- آرمین رُده
- آر. لی ارمی
- آگوست زیرنر
- توماس تیمه
- فرانک لبوف